# مرهم

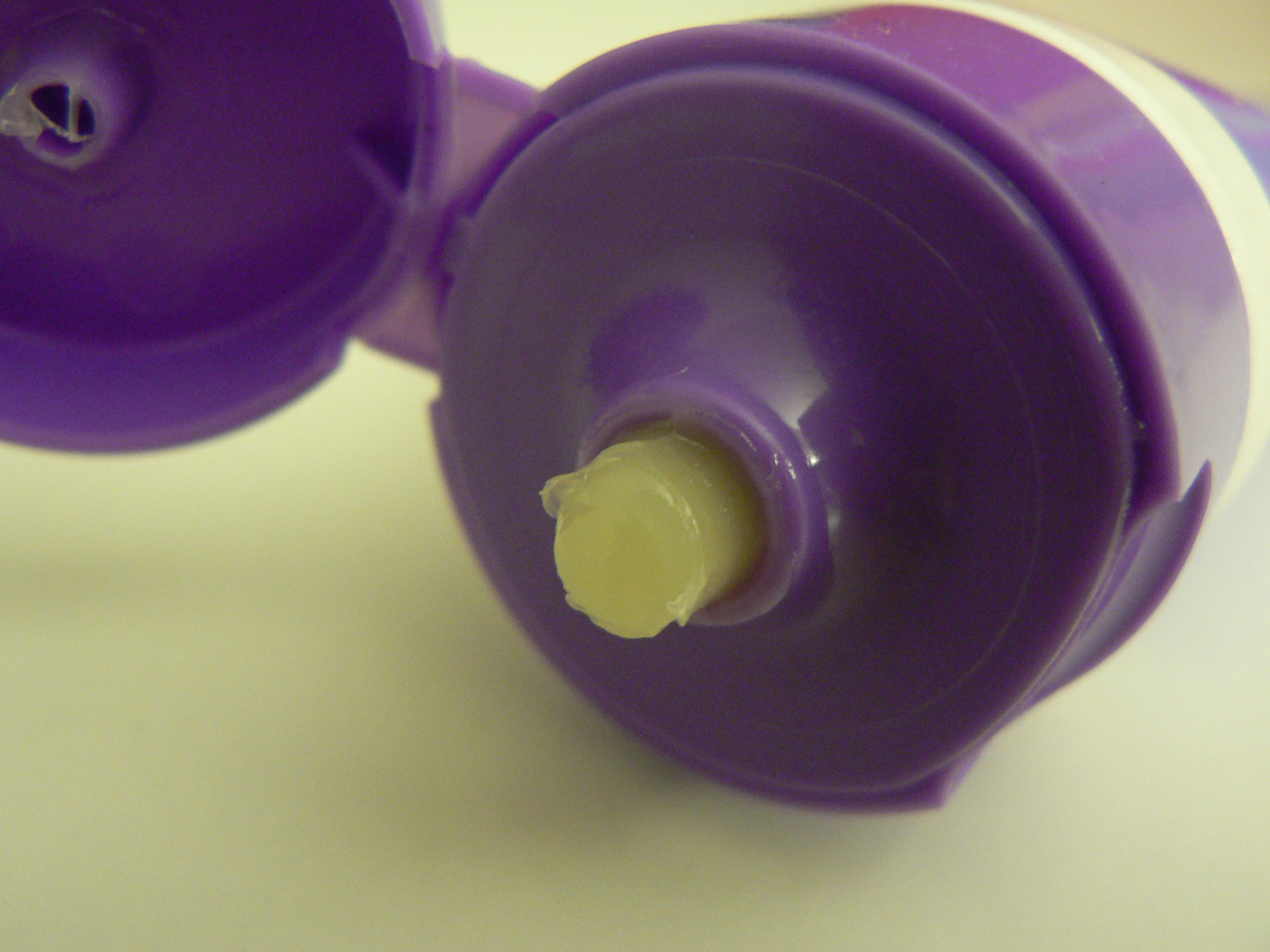
نوعی مرهم در یک تیوپ

ـ زمرهم یک شکل دارویی نیمهجامد و چسبناک است که برای استفادهٔ خارجی روی پوست، بینی یا واژن در نظر گرفته شده است. مرهم‌ها حاوی مواد دارویی به‌صورت سوسپانسیون یا در پایهٔ خود هستند.
مرهم‌ها با پمادها یک تفاوت اساسی دارند. پایهٔ مرهم‌ها آب و پایهٔ پمادها روغن است.